# Aziz Jounaid
Aziz Jounaid, né le 24 septembre 1984, est un footballeur marocain évoluant au poste d'attaquant aux FAR de Rabat.

## Biographie
Formé à l'Olympique de Safi, il intègre l'équipe A en 2004. En 2009, il quitte le club et signe avec l'équipe de la ville de Laayoune, la Jeunesse sportive El Massira.
Il quitte le club en 2011 pour s'engager avec les FAR de Rabat. Lors de la saison 2011-2012, il figure parmi les meilleurs buteurs du championnat du Maroc avec 14 buts.

## Palmarès
FAR de Rabat
- Coupe du Trône
  - Finaliste en 2012
- Championnat du Maroc
  - Vice-champion en 2013